# Greatest Hits: My Prerogative
Greatest Hits: My Prerogative é a primeira coletânea de grandes sucessos da cantora norte-americana Britney Spears, lançada em 3 de novembro de 2004 através da Jive Records.
Lançado durante o hiato de Spears, Greatest Hits: My Prerogative inclui três faixas inéditas—um cover de "My Prerogative", de Bobby Brown, "Do Somethin'" e "I've Just Begun (Having My Fun)", anteriormente lançada como uma faixa bônus digital da edição exclusiva do Walmart de In the Zone (2003). O álbum foi lançado em duas edições diferentes—padrão e limitada, com esta contendo um disco bônus com remixes. Um DVD de mesmo nome, contendo todos os videoclipes de Spears até então, foi lançado simultaneamente.
Greatest Hits: My Prerogative recebeu avaliações mistas e favoráveis dos críticos musicais, alguns dos quais sentiram que era um retrato preciso de Spears como a figura definidora da cultura pop americana, enquanto outros afirmaram que ela não tinha material suficiente para um álbum de grandes sucessos e também o consideraram prematuro. Um sucesso comercial, o álbum estreou na quarta posição da Billboard 200, vendendo 255.000 cópias em sua primeira semana, mas tornando-se o primeiro de Spears a não atingir o topo da tabela. Adicionalmente, o álbum atingiu o topo das tabelas musicais do Japão, Grécia, Irlanda, Escócia e Singapura, bem como o top dez na maioria dos países. Recebeu o certificado de platina da Recording Industry Association of America (RIAA) e vendeu mais de cinco milhões de cópias mundialmente.
Greatest Hits: My Prerogative recebeu pouca promoção, haja vista que Spears machucou o joelho em junho de 2004 e ficou impossibilitada de se apresentar, mas gerou dois singles. A faixa-título foi lançada como primeiro single e alcançou o top dez em grande parte das tabelas internacionais, mas falhou em entrar na Billboard Hot 100, ao invés, atingiu o topo da Bubbling Under Hot 100. "Do Somethin'" foi lançada como segundo e último single do álbum, e alcançou a 100º posição da Billboard Hot 100 apesar de não ter sido lançada nos Estados Unidos, ao passo que alcançou o top dez em onze países.

## Lançamento
Em 13 de Agosto de 2004, Spears anunciou via Jive Records o lançamento de sua primeira coletânea musical, intitulada Greatest Hits: My Prerogative, com data marcada para 16 de Novembro de 2004. O título da coletânea foi escolhido devido ao primeiro single do álbum, um cover de "My Prerogative" do cantor Bobby Brown. A canção foi produzida pela dupla sueca Bloodshy & Avant. O DVD de mesmo nome foi lançado no mesmo dia da coletânea, e contém os videoclipes de Spears. Spears havia gravado uma canção chamada "I've Just Begun (Having My Fun)" originalmente para seu quarto álbum de estúdio, In the Zone (2003). Inicialmente, a faixa foi incluída como faixa bônus na versão européia do DVD In The Zone. Nos Estados Unidos, a faixa foi disponibilizada para download gratuito na edição do álbum vendida no Wal-Mart, devido a um acordo entre a loja e a Sony Connect. Quando o acordo acabou no começo de 2004, a gravadora Jive decidiu lançar a faixa no iTunes em 17 de Agosto 2004. "I've Just Begun (Having My Fun)" entrou na 7ª posição na parada do iTunes, enquanto era especulado que a canção entrasse na coletânea Greatest Hits: My Prerogative. A lista de faixas foi revelada oficialmente no dia 13 de Setembro de 2004. Greatest Hits: My Prerogative inclui três faixas novas: "My Prerogative", "I've Just Begun (Having My Fun)" e "Do Somethin'", todas produzidas por Bloodshy & Avant. Uma edição limitada da coletânea também foi lançada. Esta inclui um disco bônus com remixes de canções de Spears, assim como um megamix de seus principais hits até a época.

## Performance nos Charts

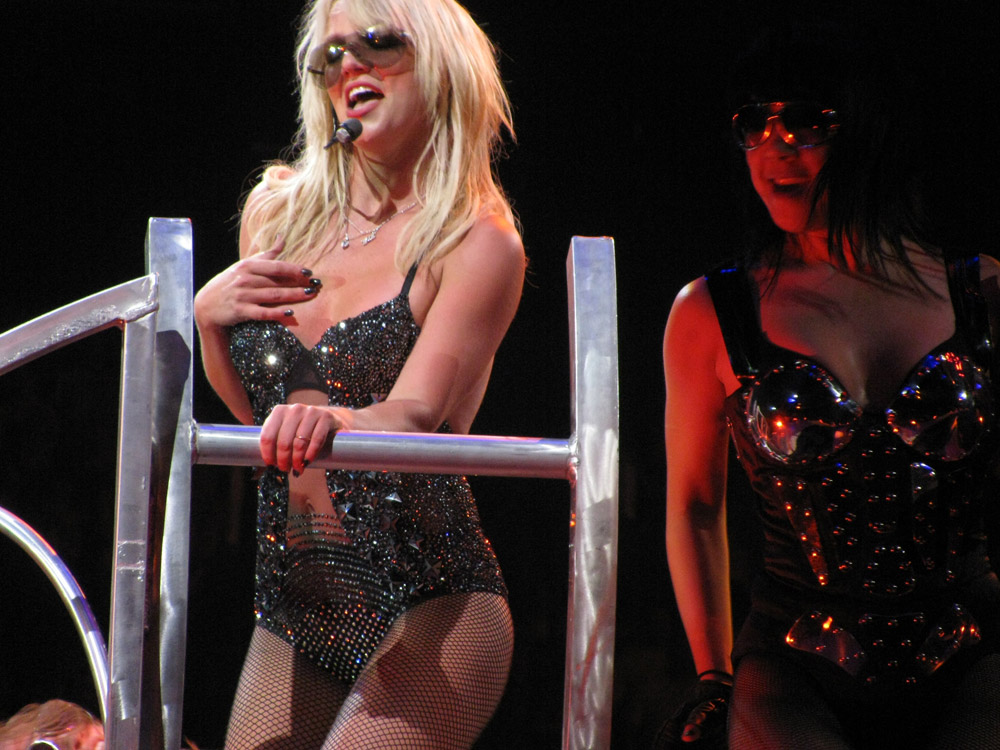
Spears se apresentando com "Do Somethin'" na turnê The Circus Starring: Britney Spears.

Nos Estados Unidos, Greatest Hits: My Prerogative estreou na quarta posição na Billboard 200, com um total de 255.000 cópias vendidas. O álbum tornou-se o primeiro da cantora a não estrear em primeiro lugar. Em Dezembro de 2004, o álbum foi certificado como platina pelo Recording Industry Association of America (RIAA) por milhões cópias vendidas até então. Desde Fevereiro de 2010, Greatest Hits: My Prerogative vendeu cerca de 1,375,000 milhão de cópias nos Estados Unidos. No Canadá, o álbum estreou na terceira posição e foi certificado como outro pelo Music Canada por cerca de 50,000 cópias vendidas. Na Austrália e Nova Zelândia, Greatest Hits: My Prerogative estreou na 4ª e 17ª posição nos charts oficiais, respectivamente. O álbum foi certificado como platina duas vezes pela Australian Recording Industry Association (ARIA), com um total de 140,000 cópias vendidas.
No Reino Unido, Greatest Hits: My Prerogative estreou duas posições trás do álbum Encore do rapper Eminem, com um total de 115,341 cópias vendidas na primeira semana. O álbum estreou na terceira posição no chart European Top 100 Albums. Greatest Hits: My Prerogative também estreou na segunda posição na Bélgica (Wallonia), Finlândia e Dinamarca, na quarta posição na Áustria e Noruega, e também no Top 10 da Bélgica (Flanders), República Tcheca, Itália, Portugal e nos Países Baixos. Também entrou nos charts da Suécia e Espanha. Greatest Hits: My Prerogative vendeu cerca de 7 milhões de cópias em todo o mundo.

## Singles
"My Prerogative" foi escolhido como o primeiro single da coletânea. A canção estreou nas rádios no dia 14 de Setembro de 2004, entretanto, vazou anteriormente no dia 10 de Setembro de 2004. O cover é musicalmente diferente da versão original de Bobby Brown, e foi notado que a letra se refere a relação de Spears com a mídia na época. Recebeu diversas críticas negativas, mas é a canção é reconhecida como um sucesso mundial, chegando ao topo de paradas musicais em países como Finlândia, Irlanda, Italia e Noruega, e atingindo o Top 10 em outros 14 países.
Nos Estados Unidos, "My Prerogative" estreou na Billboard's Top 40 Tracks e Top 40 Mainstream em 22ª e 34ª posição, respectivamente.
Apesar de outros singles não terem sido planejados para a coletânea, Spears queria gravar um video clipe para "Do Somethin'" e resolveu lançar a canção como single. Foi lançada em todo o mundo, exceto na América do Norte, em 14 de Fevereiro de 2005. "Do Somethin'" recebeu críticas positivas, e atingiu o Top 10 em países como Austrália, Dinamarka, Suécia e Reino Unido. Apesar de não ter sido lançada nos Estados Unidos, a canção entrou para diversos charts da Billboard' devido aos downloads digitals e atingiu a 100ª posição no Hot 100. O videoclipe foi dirigido por Billie Woodruff e Spears, que apareceu creditada como seu alter ego "Mona Lisa". Ela também foi a estilista e coreógrafa do vídeo.

## Lista de faixas
| Greatest Hits: My Prerogative – edição norte-americana |                                                           | |                                            |         |  |
| N.º                                                    | Título                                                    | Compositor(es) | Produtor(es)                               | Duração |  |
| 1.                                                     | "My Prerogative"                                          | Bobby Brown Genne Griffin Edward Teddy Riley                                                                                | Bloodshy & Avant                           | 3:33    |  |
| 2.                                                     | "Toxic"                                                   | Christian Karlsson Pontus Winnberg Cathy Dennis Henrik Jonback                                                              | Bloodshy & Avant                           | 3:19    |  |
| 3.                                                     | "I'm a Slave 4 U"                                         | Pharrell Williams Chad Hugo                                                                                                 | The Neptunes                               | 3:24    |  |
| 4.                                                     | "Oops!... I Did It Again"                                 | Max Martin Rami | Max Martin Rami                            | 3:33    |  |
| 5.                                                     | "Me Against the Music" (com part. de Madonna)             | Terius "The-Dream" Nash Thabiso Nkhereanye Gary O'Brien Madonna Christopher "Tricky" Stewart Britney Spears Penelope Magnet | Trixster Magnet [a]                        | 3:43    |  |
| 6.                                                     | "Stronger"                                                | Martin Rami | Martin Rami                                | 3:23    |  |
| 7.                                                     | "Everytime"                                               | Spears Anette Stamatelatos                                                                                                  | Guy Sigsworth                              | 3:51    |  |
| 8.                                                     | "...Baby One More Time"                                   | Martin | Martin Rami                                | 3:32    |  |
| 9.                                                     | "(You Drive Me) Crazy" (The Stop Remix!)                  | Martin David Kreuger Per Magnusson Jörgen Elofsson                                                                          | Martin Rami                                | 3:18    |  |
| 10.                                                    | "Boys" (The Co-Ed Remix) (com part. de Pharrell Williams) | Pharrell Williams Chad Hugo                                                                                                 | The Neptunes                               | 3:47    |  |
| 11.                                                    | "Sometimes"                                               | Elofsson | Elofsson [a] Magnusson Kreguer             | 4:05    |  |
| 12.                                                    | "Overprotected" (The Darkchild Remix)                     | Martin Rami | Martin Rami Rodney "Darkchild" Jerkins [b] | 3:06    |  |
| 13.                                                    | "Lucky"                                                   | Martin Rami Alexander Krolund                                                                                               | Martin Rami                                | 3:25    |  |
| 14.                                                    | "Outrageous"                                              | R. Kelly | Kelly Trixster [c] Magnet [c]              | 3:21    |  |
| 15.                                                    | "I'm Not a Girl, Not Yet a Woman"                         | Max Martin Dido Rami | Max Martin Rami                            | 3:53    |  |
| 16.                                                    | "I've Just Begun (Having My Fun)"                         | Spears Michelle Bell Karlsson Winnberg Jonback                                                                              | Bloodshy & Avant                           | 3:23    |  |
| 17.                                                    | "Do Somethin'"                                            | Spears Angelo Hunte Karlsson Winnberg Jonback                                                                               | Bloodshy & Avant                           | 3:06    |  |
| Duração total:                                         | Duração total:                                            | Duração total: | Duração total:                             | 60:07   |  |

| Greatest Hits: My Prerogative – edição internacional |                                   |                                        |                  |         |  |
| N.º                                                  | Título                            | Compositor(es)                         | Produtor(es)     | Duração |  |
| 15.                                                  | "Born to Make You Happy"          | Kristian Lundin Andreas Carlsson       | Kristian Lundin  | 4:03    |  |
| 16.                                                  | "I Love Rock 'n Roll"             | Alan Merrill Jake Hooker               | Jerkins          | 3:06    |  |
| 17.                                                  | "I'm Not a Girl, Not Yet a Woman" | Martin Dido Rami                       | Martin Rami      | 3:53    |  |
| 18.                                                  | "I've Just Begun (Having My Fun)" | Spears Bell Karlsson Winnberg Jonback  | Bloodshy & Avant | 3:23    |  |
| 19.                                                  | "Do Somethin'"                    | Spears Hunte Karlsson Winnberg Jonback | Bloodshy & Avant | 3:22    |  |
| Duração total:                                       | Duração total:                    | Duração total:                         | Duração total:   | 63:52   |  |

| Greatest Hits: My Prerogative – edição britânica, japonesa e australiana |                                    |                                                   |                  |         |  |
| N.º                                                                      | Título                             | Compositor(es)                                    | Produtor(es)     | Duração |  |
| 15.                                                                      | "Don't Let Me Be the Last to Know" | Robert John "Mutt" Lange Shania Twain Keith Scott | Lange            | 3:50    |  |
| 16.                                                                      | "Born to Make You Happy"           | Kristian Lundin Andreas Carlsson                  | Kristian Lundin  | 4:03    |  |
| 17.                                                                      | "I Love Rock 'n Roll"              | Alan Merrill Jake Hooker                          | Jerkins          | 3:06    |  |
| 18.                                                                      | "I'm Not a Girl, Not Yet a Woman"  | Martin Dido Rami                                  | Martin Rami      | 3:53    |  |
| 19.                                                                      | "I've Just Begun (Having My Fun)"  | Spears Bell Karlsson Winnberg Jonback             | Bloodshy & Avant | 3:23    |  |
| 20.                                                                      | "Do Somethin'"                     | Spears Hunte Karlsson Winnberg Jonback            | Bloodshy & Avant | 3:22    |  |
| Duração total:                                                           | Duração total:                     | Duração total:                                    | Duração total:   | 67:42   |  |

| Greatest Hits: My Prerogative – disco bônus da edição limitada norte-americana |                                                       |                                                                                                  |                                                        |         |  |
| N.º                                                                            | Título                                                | Compositor(es)                                                                                   | Produtor(es)                                           | Duração |  |
| 1.                                                                             | "Toxic" (Armand Van Helder Remix Edit)                | Karlsson Winnberg Dennis Jonback                                                                 | Bloodshy & Avant Helder [b]                            | 6:24    |  |
| 2.                                                                             | "Everytime" (Hi-Bias Radio Remix)                     | Spears Stamatelatos                                                                              | Sigsworth Nick "Fierce" Florucci [b] Taras Hrkavyi [b] | 3:26    |  |
| 3.                                                                             | "Breathe on Me" (Jacques Lu Cont Thin White Duke Mix) | Steve Anderson Lisa Greene Stephen Lee                                                           | Mark Taylor Jacques Lu Cont [b]                        | 8:08    |  |
| 4.                                                                             | "Outrageous" (Junkie XL Remix)                        | Kelly                                                                                            | Junkie XL                                              | 2:56    |  |
| 5.                                                                             | "Chris Cox Megamix"                                   | Martin Rami Williams Hugo Spears Stamatelatos Karlsson Winneberg Jonback Dennis Kreguer Elofsson | Chris Cox                                              | 4:57    |  |
| Duração total:                                                                 | Duração total:                                        | Duração total:                                                                                   | Duração total:                                         | 85:38   |  |

| Greatest Hits: My Prerogative – disco bônus da edição internacional |                                                       | |                                    |         |  |
| N.º                                                                 | Título                                                | Compositor(es)                                                                                            | Produtor(es)                       | Duração |  |
| 1.                                                                  | "Toxic" (Armand Van Helden Remix Edit)                | Karlsson Winnberg Dennis Jonback                                                                          | Bloodshy & Avant Helder [b]        | 6:24    |  |
| 2.                                                                  | "Everytime" (Hi-Bias Radio Remix)                     | Spears Stamatelatos                                                                                       | Sigsworth Florucci [b] Hrkavyi [b] | 3:26    |  |
| 3.                                                                  | "Breathe on Me" (Jacques Lu Cont Thin White Duke Mix) | Anderson Greene Lee                                                                                       | Taylor Cont [b]                    | 8:08    |  |
| 4.                                                                  | "Outrageous" (Junkie XL Dancehall Mix)                | Kelly | XL                                 | 2:56    |  |
| 5.                                                                  | "Stronger" (Miguel "Migs" Vocal Mix)                  | Martin Rami                                                                                               | Martin Rami                        | 6:31    |  |
| 6.                                                                  | "I'm a Slave 4 U" (Thunderpuss Club Mix)              | Willians Hugo                                                                                             | The Neptunes                       | 8:46    |  |
| 7.                                                                  | "Chris Cox Megamix"                                   | Martin Rami Willians Hugo Spears Stamatelatos Karlsson Winneberg Dennis Karlsson Kreguer Elofsson Jonback | Cox                                | 4:57    |  |
| Duração total:                                                      | Duração total:                                        | Duração total:                                                                                            | Duração total:                     | 94:24   |  |

Notas
- a  - denota co-produtores
- b  - denota remixadores
- c  - denota produtores vocais

## Desempenho nas tabelas musicais

### Charts semanais
| Chart (2004)                    | Posição |
| ------------------------------- | ------- |
| Australian Albums Chart         | 4       |
| Austrian Albums Chart           | 4       |
| Belgian Albums Chart (Flanders) | 5       |
| Belgian Albums Chart (Wallonia) | 2       |
| Canadian Albums Chart           | 3       |
| Czech Republic Albums Chart     | 6       |
| Danish Albums Chart             | 2       |
| Dutch Albums Chart              | 7       |
| European Top 100 Albums         | 3       |
| Finnish Albums Chart            | 2       |
| French Compilations Chart       | 1       |
| Irish Albums Chart              | 1       |
| Hungarian Albums Chart          | 8       |
| Italian Albums Chart            | 7       |
| Japanese Albums Chart           | 1       |
| New Zealand Albums Chart        | 17      |
| Norway Albums Chart             | 4       |
| Portuguese Albums Chart         | 5       |
| Swedish Albums Chart            | 14      |
| Swiss Albums Chart              | 6       |
| UK Albums Chart                 | 2       |
| Billboard 200                   | 4       |

| País/Continente | Empresa      | Certificação | Nível | Vendas    |
| América         |              |              |       |           |
| Argentina       | CAPIF        | Ouro         | 1     | 35.000    |
| Estados Unidos  | RIAA         | Platina      | 1     | 1.000.000 |
| Canadá          | Music Canada | Ouro         | 1     | 35.000    |
| Oceania         |              |              |       |           |
| Austrália       | ARIA         | 2× Platina   | 2     | 100.000   |
| Europa          |              |              |       |           |
| Áustria         | IFPI         | Ouro         | 1     | 30.000    |
| União Europeia  | IFPI         | Platina      | 1     | 65.000    |
| Bélgica         | IFPI         | Ouro         | 1     | 40.000    |
| Finlândia       | IPFI         | Platina      | 1     | 45.000    |
| Suíça           | IFPI         | Ouro         | 1     | 30.000    |

## Chris Cox Megamix
"Chris Cox Megamix" é uma canção da artista americana Britney Spears presente na edição limitada da compilação. A canção consiste em um megamix de várias canções de Spears, feito por Chris Cox.

### Antecedentes
Um megamix dos maiores sucesso de Spears foi feito pelo DJ e produtor americano Chris Cox, que já trabalhou com Cher e Janet Jackson. As canções incluídas no mix são: "...Baby One More Time", "(You Drive Me) Crazy", "I'm a Slave 4 U", "Outrageous",  "Oops! I Did It Again", "Stronger", "Everytime", "Overprotected" e "Toxic". A edição de rádio não contém as canções "Outrageous" e "Overprotected". Foi descrito por Christy Lemire do msnbc.com como "Maiores sucessos de Britney, amontoados e apertados em cinco minutos juntamente com batidas dance." O videoclipe para promover a faixa foi lançado em formato de DualDisc no re-lançamento do álbum In the Zone (2005).

### Faixas e formatos
- CD Single Promocional[35]

1. Chris Cox Megamix (Main) - 5:17
2. Chris Cox Megamix (Radio Edit) - 3:50

- CD Promocional dos EUA

1. Chris Cox Megamix (Radio Edit) - 3:50

- TCD/VCD Promocional do Taiwan

1. Chris Cox Megamix (Radio Edit) - 3:50
2. Chris Cox Megamix (Video) - 3:50